# 3366 Gödel
3366 Gödel eller 1985 SD1 är en asteroid i huvudbältet som upptäcktes den 22 september 1985 av den schweiziske astronomen Thomas Schildknecht vid Observatorium Zimmerwald. Den är uppkallad efter den österrikiske matematikern Kurt Gödel.
Asteroiden har en diameter på ungefär 16 kilometer och den tillhör asteroidgruppen Eos.